# Estación de la Rinconada (comuna)
Estación de La Rinconada fue una de las comunas que integró el antiguo departamento de La Laja, en la provincia de Biobío.
En 1907, de acuerdo al censo de ese año, la comuna tenía una población de 6484 habitantes. Su territorio fue organizado por decreto del 22 de diciembre de 1891, a partir del territorio de las Subdelegaciones 13.° Santa Fe, 14.° Picul, 15.° Rinconada, 16.° Coyanco.

## Historia
La comuna fue creada por decreto del 22 de diciembre de 1891, con el territorio de las Subdelegaciones 13.° Santa Fe, 14.° Picul, 15.° Rinconada, 16.° Coyanco.
Esta comuna fue suprimida mediante el Decreto con Fuerza de Ley N.º 8.583 del 30 de diciembre de 1927, dictado por el presidente Carlos Ibáñez del Campo como parte de una reforma político-administrativa, anexando su territorio a la comuna de La Laja. La supresión se hizo efectiva a contar del 1 de febrero de 1928.